# 瑪塔·菲迪娜
瑪塔·菲迪娜（烏克蘭語：Марта Вадимівна Федіна，2002年2月1日—）是烏克蘭花式游泳運動員。她是2018年歐洲游泳錦標賽金牌得主。
2020年夏季奧林匹克運動會菲迪娜和她的雙人搭檔阿納斯塔西婭·莎芙雀克在8月4日，以技術分和藝術分總和189.4620的成績奪得銅牌，該面獎牌為烏克蘭首面花式游泳奧運獎牌。8月7日，菲迪娜和她的代表隊成員以190.3018分得成績奪的銅牌，也是她的第二面銅牌。